# Eisenerzgrube Damme
Die Eisenerzgrube Damme in Damme bestand von 1939 bis 1967 und wurde ab 1952 von der Erzbergbau Porta-Damme AG betrieben.

## Die Lagerstätte
Die in Südoldenburg vorkommenden Eisenerzvorräte sind sekundäre Lagerstätten. Die in der Unterkreide eingelagerten Toneisensteingeoden sind faust- bis über kopfgroß. Sie enthalten verschiedene Tonminerale, Kieselsäure, Kalziumkarbonat und haben zum Teil einen Eisengehalt von über 30 %.
Die im Laufe der Zeit der Verwitterung ausgesetzten Geoden gelangten am Ende der Oberkreidezeit in den Brandungsbereich des Meeres. Dort wurden die Geoden auf Walnuss- bis Stecknadelkopfgröße zerkleinert und abgerundet. Diese Geoden lagerten sich im Schlamm an. Im Laufe der Zeit wurde die Eisenerzlagerstätte von jüngeren Sedimenten überlagert. Diese Lagerstätte wird heute Dammer Oberkreidemulde genannt. Sie hat eine Ausdehnung von 35 km in ost-westlicher Streichrichtung und 10 km in Nord-Süd-Richtung. Es wurden mehrere Eisenerzlager in dieser Mulde gebildet. Das Eisenerzvorkommen in Damme hat eine Ausbreitung von 25 km in ost-westlicher Richtung und 1,5 km in nord-südlicher Richtung. Weitere unbauwürdige Erzlagerstätten findet man in Gehrde und Rieste. Die Teufe der Lagerstätte schwankt im Osten von 150 m bis im Westen mit 280 m. Daraus lässt sich ein Einfallen der eisenerzhaltigen Schichten von 5 bis 7° ableiten. Die Mächtigkeit des Erzlagers ist mit 8 m im Norden am größten. Die durchgängige Mächtigkeit liegt bei 1,5 bis 3 m. Die Zusammensetzung des Erzes ist: 25–35 Gew.-% Eisen, 8–15 Gew.-% Calciumoxid, 15–20 Gew.-% Siliciumdioxid, 0,5–1 % Diphosphorpentaoxid, 0,1–0,2 % Manganoxid, 4–6 % Aluminiumoxid und 1–2 % Magnesiumoxid. Das aufbereitete Erzkonzentrat enthielt 42–45 % Eisen. Das Eisenerzlager bei Rieste war mit einem Eisengehalt von 20 % unbauwürdig. Die abbauwürdigen Vorräte sind mit 90 Mio t veranschlagt, von denen von 1939 bis 1967 9,3 Mio t als Roherz gefördert wurden. Außerdem wurden rund 5 Mio t verhüttungsfähiges Konzentrat gewonnen.

## Geschichte

### Erkundung der Lagerstätte
Bohrungen des Großherzogtums Oldenburg zur Auffindung abbauwürdiger Minerale, die von 1909 bis 1912 niedergebracht wurden, stießen auf das Eisenerzlager. Weitere Bohrungen erfolgten von 1918 bis 1925. Erst im Rahmen der Autarkiebestrebung des dritten Reiches wurde die Bohrung 1937 fortgesetzt. Als 1939 das Erzlager als ausreichend erschien, wurde der Entschluss gefällt, eine Versuchsanlage zu errichten.

### Aufschluss der Lagerstätte und Förderbeginn
Am 1. Februar 1939 kam es zur Gründung der Bergrechtlichen Gewerkschaft Damme. Ihre Kuxe verteilten sich auf folgende Unternehmen: 52 % Vereinigte Stahlwerke, 19 % Krupp, 12 % Hoesch, 10 % Klöckner und 7 % Mannesmann. Die Krupp AG übernahm die Leitung des Betriebes. 3 km nördlich von Damme wurde ein 282 m tiefer Schacht niedergebracht. Der Durchmesser betrug 5,2 m. Die oberen 190 m wurden im Gefrierverfahren niedergebracht, aufgrund der stark wasserführenden Kiesschichten. Der Schacht wurde mit einer Wetterscheide ausgestattet. 1942 wurde mit dem Aufschluss der Lagerstätte begonnen. Die schlechte Bewetterung der Grube stand einer großzügigen Entfaltung im Wege, und auch der Facharbeitermangel wegen des Kriegs machte sich bemerkbar. Zeitweise waren bis zu 300 Kriegsgefangene in der Grube beschäftigt. Erste geringe Erzmengen förderte man 1944 zutage. Mit Ende des Krieges war es mit der Erzgewinnung vorüber. 25 Leuten verblieb ein Arbeitsplatz zur Unterhaltung der Grube. Die niederliegende deutsche Stahlindustrie hätte aber auch keine Erze abnehmen können.

### Nachkriegszeit
Im April 1946 gab die Alliierte Kontrollbehörde die Produktion wieder frei. Die Vor- und Ausrichtung der 260-m-Sohle wurde weiter vorangetrieben. Ab 1948 wurde täglich eine Schicht verfahren, die Erzförderung aufgenommen und eine Versuchsaufbereitung in Betrieb genommen. In diesem ersten Jahr wurden 18.792 t Roherz gefördert. Bis 1952 wurden umfangreiche Abbauversuche durchgeführt, um das günstigste für diese Lagerstätte zu ermitteln. 1952 förderte man bereits 166.282 t mit einer Belegschaft von 248 Mann. Gleichzeitig erfolgte 1952 die Gründung der Erzbergbau Porta-Damme AG als Tochtergesellschaft der Barbara Erzbergbau AG und der Harz-Lahn Erzbergbau AG zu je 50 % Anteil. Nun konnten weitere finanzielle Mittel zum Ausbau des Betriebes auf 3.000 Tagestonnen bereitgestellt werden. Bedeutendstes Unterfangen war das Teufen des Schachtes 2 auf 269 m mit dem Honigmannschen Schachtbohrverfahren 1953/54.

### Teufen des Schachtes 2
Der Ansatzpunkt des Schachtes befindet sich 144 m nordöstlich des ersten. Da schon vom ersten Schacht bekannt war, dass 174 m nicht standfeste wasserführende diluviale Schichtfolgen zu erwarten waren, musste auch hier das Gefrier- oder Honigmannsche Schachtbohrverfahren angewendet werden. Aus Zeit- und Kostenersparnis verwendete man das Honigmannsche Schachtbohrverfahren. Dieses Verfahren wurde vom Bergwerksbesitzer Honigmann aus Aachen erfunden und war bereits in Aachen und den Niederlanden erprobt worden. Die Westrheinische Tiefbohr- und Schachtbaugesellschaft erhielt den Auftrag, dieses durchzuführen. Das Verfahren beruht auf mehreren Bohrstufendicken und Dickspülung. Nach Erreichen der erforderlichen Tiefe von 22 m wurde im Vorschacht das Bohren begonnen. Im Januar 1954 wurde die erste Stufe mit 2 m Durchmesser vollendet. Es folgten die Stufen 3,5 m und 5,1 m. Nach Ausbau der Schachtwand, die aus doppelwandigen U-Eisen mit Zwischenbeton bestand, wurde Zement und Betonbrühe hinter den Ringausbau geleitet. Dieser Schacht endete auf dem festen Gestein in 189,30 m Tiefe. Der Rest bis zur 260-m-Sohle wurde von Hand abgeteuft. Dies wurde 1955 vollendet. Die 205-m-Wetterzwischensohle wurde mit Schacht 1 verbunden und Wetterdurchbrüche erstellt.

### Ausbau und Niedergang der Zeche
Mit der Fertigstellung des Schachtes 2 konnte erstmals eine größere Belegschaft aufgebaut werden. Die Produktion konnte zusätzlich erhöht werden. So wurden 1956 schon 559.667 t von 749 Mann gefördert. Bereits mit Teufen von Schacht 2 ging man daran, das Gerüst von Schacht 1 aus Holz eines aus Stahl zu geben. Das Gerüst war als Doppelbockgerüst angelegt, die Fördermaschine hatte eine Leistung von 520 kW. Bis 1958 entstanden die noch weitgehend erhaltenen Ziegelbauten. Das mit 30 % Eisen ankommende Roherz wurde mit Brechern auf zunächst 200 mm gebrochen. Ein zweites Mal auf 40 mm und ein drittes Mal auf 10 mm. Im Aufstromklassierer wurde das Erz angereichert. Zur Aufbereitung des Erzes benötigte man 3,6 m³ Wasser pro Tonne Erz, für den täglichen Wasserverbrauch wurden 6.600 m³ Rücklaufwasser aus den Klärteichen, 3.000 m³ Grubenwasser und 2.400 m³ Frischwasser aus Tiefbrunnen benötigt. 1960 wurden von 960 Mann 913.946 t Erz gefördert, die 480.296 t Erzkonzentrat ergaben. Schon bald kündigte sich die Krise des deutschen Eisenerzbergbaus an. Die Förderung musste drastisch verringert werden, die Lohn- und Materialkosten stiegen stärker als der Erlöspreis. Besonders die Konkurrenz mit hochwertigerem, ausländischem Erz, das trotz Frachtkosten nicht teurer als deutsches Erz war, brachte die Grube in Bedrängnis. Es wurde versucht, die Grube mit einer besseren Aufbereitung auf 47 % Eisen im Konzentrat 1962 zu retten. Auch der Abbau beschränkte sich auf besonders höffige Erzfelder mit über 30 % Eisen. Die Förderung konnte auf etwa 5,5 t pro Mann und Schicht  gesteigert werden (1952 = 2,2 t). Doch alle Aufwendungen konnten die Stilllegung am 31. März 1967 nicht verhindern.

### Grubenunglück
Am 17. Januar 1963 kam es in der Grube in 200 Metern Tiefe zu einem Streckeneinbruch, bei dem fünf Kumpel verschüttet wurden.

## Heute

### Betriebe
Nach der Schließung im Jahre 1967 waren viele Holz- und Möbelfirmen auf dem ehemaligen Zechengelände. In den Gebäuden der Schachtanlage waren bis zum Sommer 2006 die Dammer Möbelwerke ansässig. Das ehemalige Zechengelände wurde allerdings ausgebaut und in den hinteren Hallen die Zerhusen Kartonagen GmbH und die Dammer Logistik untergebracht. Seit 2007 ist das Gelände im Besitz der Paul Schockemöhle Logistics GmbH, zu der die DL Dammer Logistik gehört.
Nach Schließung der Grube fanden viele Bergleute in der in Damme ansässigen Landmaschinenfabrik Grimme Landmaschinenfabrik eine neue Beschäftigung.

### Gebäude
Die meisten Gebäude des Bergwerkes sind heute noch teilweise gut erhalten wie der Förderturm des Schacht 2, die Kaue, das Betriebsgebäude und die Hallen. Die anderen Gebäude wurden zum Teil abgerissen oder sind etwas verfallen wie die Erzwäsche und der Konzentratbunker. Unter dem Gelände befinden sich auch heute noch zwei Tunnel. Einmal der Mannschaftsgang, in dem die Bergmänner von der Kaue zum Schacht 1 gehen konnten. Dieser Gang ist noch vollständig und gut erhalten, ist aber kurz vor der Hängebank des Schacht 1 zugemauert. Der andere Tunnel ist der Zentralkanal, in dem viele Rohrleitungen von der Erzwäsche zu dem Hochbehälter verlaufen. Dieser Tunnel ist auch vollständig erhalten und ist so eingerichtet worden, dass Fledermäuse ihren Winterschlaf halten können.

### Ausstellung & Führungen
Ende März 2012 wurde in dem Gebäude der ehemaligen Kaue die Ausstellung über den Erzbergbau Damme eröffnet, welche von der Paul Schockemöhle Logistics Damme GmbH in Zusammenarbeit mit der Tourist-Information Erholungsgebiet Dammer Berge e.V. ins Leben gerufen wurde. In der Ausstellung sind unter anderem Bilder und ein Film von der Arbeit unter Tage zu sehen. Die Ausstellung ist verbunden mit einer Führung durch das ehemalige Betriebsgelände. Währenddessen werden dem Besucher die Stationen der Führung (darunter ein unterirdischer Mannschaftsgang und die Kaue) und die Geschichte der Eisenerzgrube Damme von dem Gästeführer erklärt.